# Pułk Konny im. Atamana Iwana Sirki
4 Pułk Konny im. Atamana Iwana Siarki – oddział kawalerii Armii Ukraińskiej Republiki Ludowej.

## Formowanie i zmiany organizacyjne
W wyniku rozmów atamana Symona Petlury z naczelnikiem państwa i zarazem naczelnym wodzem wojsk polskich Józefem Piłsudskim prowadzonych w grudniu 1919, ten ostatni wyraził zgodę na tworzenie ukraińskich jednostek wojskowych w Polsce.  Jednocześnie z formowaniem nowych oddziałów, Armia URL przystąpiła do gruntownej reorganizacji swoich sił wykrwawionych w walkach z wojskami „białej” i „czerwonej” Rosji.
Oddział został sformowany wiosną 1920 na Kijowszczyźnie. W czerwcu dołączyła do niego sotnia 6 kurenia konnego z 6 Dywizji Strzelców. Na początku lipca oddział został wycofany z frontu i w okolicach Zamościa rozformowany.
Żołnierze pochodzenia ukraińskiego z sotnikiem Rostysławem Korczuniwem zostali skierowani do Armii Czynnej i mieli zostać włączeni do jednego z pułków Samodzielnej Dywizji Konnej jako „sotnia składowa". Na mocy rozporządzenia 26 lipca wszystkich przybyłych skierowano do pułku konnego im. Maksyma Żeleźniaka, a sot. Korczuniw został wyznaczony jako cz.p.o dowódcy pułku. Osoba dowódcy pułku budziła jednak tak wielkie kontrowersje wśród żołnierzy, że dowódca dywizji utworzył samodzielną sotnię pod dowództwem Korczuniwa i podporządkował ją bezpośrednio sobie. 8 sierpnia sotnia została przekształcona w samodzielny kureń. W październiku sotnię przemianowano na 4 pułk konny im. Atamana Iwana Sirki.
W październiku Armia URL przeprowadziła mobilizację. W jej wyniku liczebność jej oddziałów znacznie wzrosła. W związku z podpisaniem przez Polskę układu o zawieszeniu broni na froncie przeciwbolszewickim, od 18 października  wojska ukraińskie zmuszone były prowadzić działania zbrojne samodzielnie.
W listopadzie, pod naporem wojsk sowieckich, jednostka doznała dużych strat i przeszła na zachodni brzeg Zbrucza, gdzie została internowana przez Wojsko Polskie. 
Już w czasie internowania na terenie Polski, zgodnie z rozkazem dowódcy dywizji nr 50 z 13 kwietnia 1921, pułk wydzielił część oficerów i szeregowych na zalążki do nowo formowanego 6 pułku konnego. 2 października 1921 jednostka otrzymała nową nazwę – 4 Nieżyński pułk konny im. Atamana Iwana Sirki.
W związku z demobilizacją Armii URL i likwidacją obozów internowania żołnierzy ukraińskich w Polsce, pułk w 1924 został rozformowany.

## Żołnierze pułku
| Dowódcy jednostki       |                        |       |
| Stopień imię i nazwisko | Okres pełnienia służby | Uwagi |
| sot. Semen Łoszczenko   | 24 I – 9 lll           |       |
| płk Iwan Łytwynenko     | 9 III – 25 V           |       |
| Dmytro Żupinas          | 25 V – koniec wojny    |       |

| Kawalerowie Krzyża Walecznych | Kawalerowie Krzyża Walecznych | Kawalerowie Krzyża Walecznych    |
| ----------------------------- | ----------------------------- | -------------------------------- |
| szer. Baczynskyj Wiktor       | szer. Bileckyj Ołeksa         | szer. Butenko Hawryło            |
| sotnyk Capko Iwan             | czot. Czudowskyj Marko        | szer. Danyliw Wasyl              |
| roj. Dmytruk Wasyl            | chor. Dwojnis Mykoła          | bun. Dymiw Wasyl                 |
| chor. Hłowa Wasyl             | czot. Honczaruk Mykoła        | roj. Hryhorenko Iwan             |
| szer. Hucał Dmytro            | szer. Husak Iwan              | czot. Juda Fedir                 |
| szer. Kołedynskyj Opanas      | sot. Korczuniw Rostysław      | roj. szer. Stepan                |
| czot. Kuczer Iwan             | bun. Kupryjuk Oleksa          | porucznik Kuźmyn Ołeksandr       |
| roj. Litus Fedir              | chor. Lychodij Ołeksandr      | roj. Maksymiw Serhij             |
| roj. Manżura Petra            | roj. Netkacziw Petra          | jun. Ordanowskyj Mykoła          |
| hurt. Petrenko Mykyta         | por. Pidkowinskyj Wolodymyr   | roj. z cenzusem Porijczuk Wiktor |
| sot. Radzijewskyj Jewhen      | czot. Sesenko Fedir           | szer. Sołowjiw Iwan              |
| roj. Striłan Choma            | roj. Szweć Mykoła             | bun. Wasiutynskyj Ołeksa         |
| por. Wasyliw Wołodymyr        | hurt. Wił Roman               | bun. Zajciw Jakiw                |
| chor. Zaturskyj Jewhen        | szer. Zelenskyj Mychajło      | por. Zemciw Hawryło              |
| roj. Żabenko Hryhorij         | roj. Żurawskyj Petro.         |                                  |